# Millettia glaucescens
Millettia glaucescens är en ärtväxtart som beskrevs av Wilhelm Sulpiz Kurz. Millettia glaucescens ingår i släktet Millettia och familjen ärtväxter. IUCN kategoriserar arten globalt som livskraftig.

## Underarter
Arten delas in i följande underarter:
- M. g. glaucescens
- M. g. siamensis